# Luigi Ciminaghi
Luigi Ciminaghi (Milano, 1º febbraio 1910 – Buccinasco, 26 marzo 1996) è stato un calciatore italiano, di ruolo centrocampista.

## Statistiche

### Presenze e reti nei club
| Stagione           | Club               | Campionato          | Campionato | Campionato |
| Stagione           | Club               | Comp                | Pres       | Reti       |
| ------------------ | ------------------ | ------------------- | ---------- | ---------- |
| 1927-1928          | US Milanese        | Prima Divisione     | ?          | ?          |
| 1928-1929          | Ambrosiana         | Divisione Nazionale | 2          | 0          |
| 1929-1930          | Ambrosiana         | Serie A             | 1          | 0          |
| Totale US Milanese | Totale US Milanese |                     | ?          | ?          |
| Totale Ambrosiana  | Totale Ambrosiana  |                     | 3          | 0          |
| Totale carriera    | Totale carriera    |                     | 3          | 0          |

## Palmarès

### Club

#### Competizioni nazionali
- Campionato italiano: 1

Ambrosiana :1929-1930
- Prima Divisione: 1

Catanzarese: 1932-1933